# Kareck
Das Kareck ist eine 2046 m ü. NHN hohe Graterhebung im Estergebirge. Dem fast ebenso hohen Oberen Rißkopf ist das Kareck wenig entfernt westlich vorgelagert. Im weiteren Gratverlauf folgt noch das Henneneck, bevor dieser mit dem Sattel zum nahen Bischof einen Einschnitt findet.
Auf das Kareck führt ein kurzer Grat. Der eher selten besuchte Gipfel ist mit einem Gipfelkreuz versehen.